# Kobzar

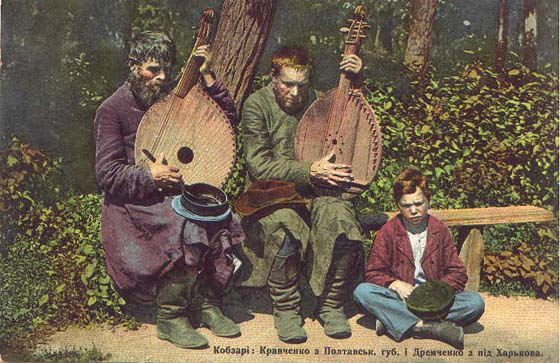
Els kobzas Slobozhan P. Drevchenko i Poltava M. Kravchenko a Khàrkiv l'any 1902

Un kobzar (ucraïnès: кобзар, pl. kobzari ucraïnès: кобзарі) era un bard itinerant ucraïnès que cantava i es feia el seu propi acompanyament, tocant una bandura o kobza de vàries cordes.

## Tradició
Els kobzars eren sovint cecs i a la dècada de 1800 eren predominants. Kobzar significa literalment "intèrpret de kobza", un instrument de corda ucraïnès de la família del llaüt i, més àmpliament, un intèrpret del material musical associat a la tradició kobzar.
La tradició professional del kobzar es va establir durant l'Hetmanat cosac al voltant del segle xvi a Ucraïna. Els kobzars acompanyaven el seu cant amb un instrument musical conegut com a kobza, bandura o lira. El seu repertori consistia principalment en salms paralitúrgics i "kanty", i també incloïa una forma èpica única coneguda com duma.
Al tombant del segle xix hi havia tres escoles regionals de kobzar: Chernihiv, Poltava i Slobozhan, que es diferenciaven pel repertori i l'estil d'interpretació.

## Gremis
A Ucraïna, els kobzars es van organitzar en gremis o confraries regionals, coneguts com a tsekhs. Van desenvolupar un sistema d'aprenentatge rigorós (generalment de tres anys de durada) abans de sotmetre's al primer conjunt d'exàmens oberts per convertir-se en kobzar.
Es pensava que aquests gremis tenien el model de les confraries de l'Església Ortodoxa, ja que cada gremi estava associat a una església específica. Aquests gremis llavors s'encarregarien d'una icona de l'església o compraven nous ornaments religiosos per a la seva església afiliada (Kononenko, p. 568–9). Malgrat això, l'Església Ortodoxa sovint sospitava i de vegades fins i tot era hostil amb els kobzars.

## Final de kobzardom
La institució del kobzardom va acabar essencialment a la República Socialista Soviètica d'Ucraïna a mitjans dels anys trenta durant la transformació radical de la societat rural de Stalin que va incloure la liquidació dels kobzars d'Ucraïna. Les actuacions dels kobzars van ser substituïdes per interpretacions estilitzades de música popular i clàssica amb la bandura.

## Versió soviètica
Els kobzars soviètics eren intèrprets de bandura estilitzats que van néixer per substituir l'autèntic kobzari tradicional que havia estat esborrat a la dècada de 1930. Aquests intèrprets sovint eren cecs i, tot i que alguns tenien contacte amb els autèntics kobzari de la generació anterior, molts van rebre formació reglada als conservatoris de folk per músics professionals i van tocar amb instruments de concert cromàtic contemporani fets a les fàbriques.
El seu repertori estava format principalment per versions censurades del repertori tradicional kobzar i es va centrar en obres estilitzades que elogiaven el sistema soviètic i els herois soviètics.

## Re-establiment de la tradició
Darrerament hi ha hagut un interès per reviure les autèntiques tradicions kobzar que està marcat pel restabliment del Gremi Kobzar com a centre per a la difusió de la pràctica històrica autèntica de la interpretació.

## Altre ús del terme
Kobzar és també un llibre de poesia fonamental de Taras Xevtxenko, el gran poeta nacional d'Ucraïna.
El terme "kobzar" s'ha utilitzat en ocasions per als intèrprets de viola de roda a Belarús, on la viola de roda sovint es coneix com a "kobza", i els músics de cornamusa a Polònia, on la cornamusa es coneix com a "kobza" o "koza".

## Veges també
- Músics cecs
- Preservació de kobzar música